# Чемпионат Шотландии по футболу
Шотландский Премьершип (англ. Scottish Premiership, официальное спонсорское название — cinch Premiership) — профессиональная футбольная лига для шотландских футбольных клубов. Является высшим дивизионом в системе футбольных лиг Шотландии. Официальным спонсором Премьершипа является компания Ladbrokes. Турнир был создан в июле 2013 года после основания Шотландской профессиональной футбольной лиги посредством слияния Шотландской Премьер-лиги и Футбольной лиги Шотландии.

## Формат соревнования
Команды получают 3 очка за победу и 1 очко за ничью. В случае поражения баллы не начисляются. В случае, когда несколько команд набирали одинаковое количество очков учитывается сначала разница забитых и пропущенных мячей, а затем количество забитых мячей. В конце каждого сезона клуб с наибольшим количеством очков объявляется чемпионом Шотландии. Если количество набранных очков в нескольких команд равное, то разница мячей, а затем (при одинаковой разности) количество забитых мячей определяют победителя. Худшая по итогам сезона команды выбывает в Чемпионшип, а предпоследняя играет в плей-офф за возможность остаться в Премьершипе с победителем стыковых матчей второй, третьей и четвёртой команд Чемпионшипа.

### Разделение сезона
Начиная с сезона 2000/01 в высшем дивизионе шотландского футбола выступает 12 клубов. С тех пор ФЛШ, а теперь ШПФЛ внедрили формат разделенного сезона. Это было сделано для того, чтобы сократить количество туров.
Сезон, который длится с августа по май, делится на два этапа. В ходе первого этапа, каждый клуб играет по три игры против каждой команды - один раз дома и два раза на выезде или наоборот. В конце первого этапа в активе каждого клуба по 33 сыгранных матча. На втором этапе лига разделяется на группы по 6 команд в каждой. В первую входят первые шесть команд в турнирной таблице, во вторую — остальные. Каждый клуб играет ещё пять матчей против пяти других команд в группе. Очки, полученные на первом этапе за 33 матча переносятся на второй этап, но в ходе второго этапа команды соревнуются только в пределах своих групп. После завершения первого этапа клубы не могут переходить из одной группы в другую, даже если они наберут больше или меньше очков, чем команда, играющая в лиге выше или ниже, соответственно.

## Участники сезона 2023/2024
| Клуб              | Позиция в сезоне 2022/23 | Первый сезон в высшем дивизионе | Последнее чемпионство |
| ----------------- | ------------------------ | ------------------------------- | --------------------- |
| Абердин           | 3-е                      | 1905/06                         | 1984/85               |
| Данди             | 1-е в Чемпионшипе        | 1893/94                         | 1961/62               |
| Килмарнок         | 10-е                     | 1899/1900                       | 1964/65               |
| Ливингстон        | 8-е                      | 2001/02                         | —                     |
| Мотеруэлл         | 7-е                      | 1903/04                         | 1931/32               |
| Рейнджерс         | 2-е                      | 1890/91                         | 2020/21               |
| Росс Каунти       | 11-е                     | 2012/13                         | —                     |
| Селтик            | 1-е (чемпион)            | 1890/91                         | 2024/25               |
| Сент-Джонстон     | 9-е                      | 1924/25                         | —                     |
| Сент-Миррен       | 6-е                      | 1890/91                         | —                     |
| Харт оф Мидлотиан | 4-е                      | 1890/91                         | 1959/60               |
| Хиберниан         | 5-е                      | 1895/96                         | 1951/52               |

## Статистика

### Чемпионы и призёры
| Сезон   | Чемпион   | 2-е место | 3-е место         | Бомбардир                                                    | Игрок года по версии футболистов | Игрок года по версии журналистов |
| ------- | --------- | --------- | ----------------- | ------------------------------------------------------------ | -------------------------------- | -------------------------------- |
| 2013/14 | Селтик    | Мотеруэлл | Абердин           | Крис Коммонс 27 (Селтик)                                     | Крис Коммонс (Селтик)            | Крис Коммонс (Селтик)            |
| 2014/15 | Селтик    | Абердин   | Инвернесс         | Адам Руни 18 (Абердин)                                       | Стефан Йохансен (Селтик)         | Крейг Гордон (Селтик)            |
| 2015/16 | Селтик    | Абердин   | Харт оф Мидлотиан | Ли Гриффитс 31 (Селтик)                                      | Ли Гриффитс (Селтик)             | Ли Гриффитс (Селтик)             |
| 2016/17 | Селтик    | Рейнджерс | Абердин           | Лиам Бойс 23 (Росс Каунти)                                   | Скотт Синклер (Селтик)           | Скотт Синклер (Селтик)           |
| 2017/18 | Селтик    | Абердин   | Рейнджерс         | Скотт Синклер (Селтик), Лиам Бойс 21 (Росс Каунти)           | Скотт Браун (Селтик)             | Скотт Браун (Селтик)             |
| 2018/19 | Селтик    | Рейнджерс | Килмарнок         | Альфредо Морелос 18 (Рейнджерс)                              | Джеймс Форрест (Селтик)          | Джеймс Форрест (Селтик)          |
| 2019/20 | Селтик    | Рейнджерс | Мотеруэлл         | Эдуар Одсонн 22 (Селтик)                                     |                                  | Эдуар Одсонн (Селтик)            |
| 2020/21 | Рейнджерс | Селтик    | Хиберниан         | Эдуар Одсонн 18 (Селтик)                                     | Джеймс Тавернье (Рейнджерс)      | Стивен Дэвис (Рейнджерс)         |
| 2021/22 | Селтик    | Рейнджерс | Харт оф Мидлотиан | Гиоргос Якумакис (Селтик), Реган Чарльз-Кук 13 (Росс Каунти) | Каллум Макгрегор (Селтик)        | Крейг Гордон (Харт оф Мидлотиан) |

### Рекорды и награды
- Данные приведены по состоянию на 7 октября 2021 года

Самая крупная домашняя победа«Рейнджерс» 8:0 «Гамильтон Академикал», 8 ноября 2020 года
Самая крупная победа на выезде«Данди» 0:9 «Селтик», 28 августа 2022 года
Наибольшее количество очков, набранных по итогам сезона106; «Селтик», 2016/17
Наименьшее количество очков, набранных по итогам сезона21; «Данди», 2018/19
Наибольшее количество мячей, забитых в одном матче«Хиберниан» 5:5 «Рейнджерс», 13 мая 2018 года
Самый быстрый голКрис Бойд, за «Килмарнок» в матче против «Росс Каунти», 10-я секунда, 28 января 2017 года
Наибольшее количество мячей, забитых в сезоне31; Ли Гриффитс, 2015-16
Самый дорогой купленный футболистОдсонн Эдуар, из «Пари Сен-Жермен» в «Селтик», 9 млн фунтов стерлингов, 15 июня 2018 года
Самый дорогой проданный футболистКиран Тирни, из «Селтика» в «Арсенал», 25 млн фунтов стерлингов, 8 августа 2019 года